# الكسندر روس (كاتب)
ألكسندر روس (ولد عام 1590 في أبردين– توفي عام 1654 في هامبشاير) هو كاتب ورجل دين اسكتلندي غزير الأنتاج ومثير للجدل. كان موظفا كنسيا عند تشارلز الأول. تنسب إليه واحدة من أقدم ترجمات القرآن إلى الإنكليزية.

## حياته
ولد روس في أبردين في اسكتلندا، وبعد إكمال دراسته في مدرسة القواعد فيها دخل كلية الملك (بالإنجليزية: King's School) في أبردين في 1604. حوالي عام 1616 تولى إدارة المدرسة المجانية في ساوثامبتون بدعم من إدوارد سيمور، إيرل هيرتفورد. في عام 1622 عين بدعم من رئيس أساقفة كانتبري وليام لود موظفا كنسيا لدى تشارلز الأول. في ذلك العام نشر كتابه «الكتاب الأول والثاني من الأسئلة والأجوبة عن كتاب التكوين، بقلم ألكسندر روس من أبردين، واعظ في كنيسة سانت ماري، بالقرب من ساوثامبتون، وأحد قساوسة جلالة الملك». كان راعيا لكنيسة سانت ميري في بلدة كاريسبروك في جزيرة وايت من 1634 وحتى وفاته. غادر ساوثامبتون في 1642.
توفي روس عام 1654 في مسكنه في قصر برامشيل هاوس في مقاطعة هامشبير وتوجد لوحة تذكارية باسمه في كنيسة قرية إيفرسيلي المجاورة.

## أعماله
سماه المؤرخ الأمريكي ريتشارد ويستفول «كلب حراسة المحافظة والأرثوذكسية», اعتبر روس من أنصار أرسطوطاليس ونظرية كوبرنيكوس وألف عام 1634 كتابا عن ثبات الأرض ودخل في سجالات مع معاصريه من أمثال جون ويلكنز عن اللاهوت والطبيعة والفلك ونظريات كرستوفر كلافيوس. هاجم العالم توماس براون مدافعا عن معتقدات سائدة مثل كون البلورات ثلج متحجر، أو قدرة الثوم على منع المغناطيسية). كذلك دخل في سجالات مع كينليم ديغبي وتوماس هوبس وويليم هارفي.
يذكر جورج سيل في ترجمته للقرآن إلى الإنكليزية عام 1734 ترجمة أقدم لأكسندر روس مأخوذة من ترجمة أندريه دو راي الفرنسية، منتقدا كلا من الترجمة الفرنسية عن العربية والإنكليزية عن الفرنسية، علما بأن شكوك قوية تحوم حول صحة نسب جورج سيل الترجمة إلى روس.

## روابط خارجية
- The Alcoran of Mahomet (first edition 1946), London, printed, Anno Dom
- ألكسندر روس على موقع مشاهير الاسكتلنديين
- David Allan, "‘An Ancient Sage Philosopher’: Alexander Ross and the Defence of Philosophy", The Seventeenth Century, 17 (2001), 68-93 (PDF)